# Barlieu
 Barlieu  es una población y comuna francesa, situada en la región de  Centro, departamento de Cher, en el distrito de Bourges y cantón de Vailly-sur-Sauldre.

## Demografía
| 596 | 537 | 459 | 413 | 433 | 363 |
| Para los censos de 1962 a 1999 la población legal corresponde a la población sin duplicidades (Fuente: INSEE [Consultar]) |     |     |     |     |     |